# Albert Widmann
Albert Widmann, född 8 juni 1912 i Stuttgart, död 24 december 1986 i Stammheim, var en tysk SS-Sturmbannführer och kemist.

## Biografi
Widmann var en högt uppsatt ämbetsman vid Reichssicherheitshauptamt:s (RSHA) kemisektion, Kriminaltechnisches Institut der Sipo (KTI). Han ledde sektion D2 inom avdelning V i RSHA. Widmanns sektion handhade ärenden inom kemi och biologi. Hans närmaste överordnade var chefen för Avdelning V, sektion D, Walter Heess.
Tillsammans med sin överordnade Arthur Nebe utförde Widmann experiment med att döda människor med sprängmedel. I september 1941 stängdes tjugofem psykiskt funktionshindrade personer in i en bunker i ett skogsparti utanför Minsk. Experimentet visade sig vara otillfredsställande då bunkern hade kollapsat och kroppsdelar efter explosionen hängde i omgivande träd. Widmann fortsatte experimenterandet och utvecklade olika gasningstekniker för avlivning av människor. Widmann utvecklade även gasvagnen efter en idé av Arthur Nebe.